# Lucien Lodewijk Jozef Napoleon Bonaparte
Lucien Lodewijk Jozef Napoleon Bonaparte (Rome, 15 november 1828 - aldaar, 19 november 1895), 4e vorst van Canino en Musignano, was de tweede zoon van Karel Lucien Bonaparte, de zoon van Napoleons broer Lucien Bonaparte, en Zénaïde Bonaparte, de dochter van zijn grootvaders broer Jozef Bonaparte.
Hij werd in 1853 tot priester gewijd, in 1855 geheim camerlengo van paus Pius IX en in 1868 kardinaal-priester. Zijn benoeming tot kardinaal kwam voort uit het verzoek van Napoleon III de aartsbisschop van Parijs kardinaal te maken. Pius wenste hiermee niet akkoord te gaan, maar wilde ook 's keizers toorn niet over zich afroepen. Daarom benoemde hij diens verwant Lucien tot kardinaal. Lucien bezocht het Vaticaan slechts zelden en stond bekend als een eenvoudig en bescheiden persoon. Na de dood van zijn broer Jozef in 1865 erfde hij de titel vorst van Canino en Musignano, die na zijn eigen dood in 1895 overging op zijn jongere broer Napoleon.
Lucien · Karel Lucien · Jozef Lucien · Lucien Lodewijk · Napoleon Karel · Roland Napoleon
- Gemeinsame Normdatei: 1114071153
- International Standard Name Identifier: 0000 0000 6249 6495
- Nederlandse Thesaurus van Auteursnamen: 308235061
- SNAC: w6057w1d
- Virtual International Authority File: 89649311